# 아사누마 신타로
아사누마 신타로(浅沼晋太郎, 1976년 1월 5일 ~ )는 일본의 남자 각본가, 연출가, 성우, 배우, 나레이션이다. 단데리온 소속.
이와테현 모리오카시 출신.

## 인물
하이톤의 목소리인 성우지만 음이 내려갈땐 한없이 내려가서 어떻게 보면 천의 목소리라고 볼 수 있다. 그래서 여자 캐릭터를 맡는 경우도 있었다.

## 작품

### TV 프로그램
2019년
- 앙상블 스타즈! - 츠키나가 레오

2020년
- A3! - 치가사키 이타루
- 히프노시스 마이크 - 아오히츠기 사마토키

2021년 ~ 2022년
- 기계전대 젠카이저 - 쥬란 / 젠카이 쥬란, 산죠

2024년 ~ 2025년
- 가면라이더 가브 - 스가 켄조 / 가면라이더 베이크, 가면라이더 비터 가브 마블브레이쿠키 폼

### 게임
2015년
- 앙상블 스타즈! - 츠키나가 레오

2020년
- 히프노시스 마이크 - 아오히츠기 사마토키

### CD
드라마 CD 
2020년
- 히프노시스 마이크 - 아오히츠기 사마토키